# Placogorgia simplex
Placogorgia simplex är en korallart som först beskrevs av Nutting 1910.  Placogorgia simplex ingår i släktet Placogorgia och familjen Plexauridae. Inga underarter finns listade i Catalogue of Life.